# Telhet (Puèi Domat)
Teilhet és un municipi francès situat al departament del Puèi Domat i a la regió d'Alvèrnia-Roine-Alps. L'any 2007 tenia 299 habitants.

## Demografia

### Població
El 2007 la població de fet de Teilhet era de 299 persones. Hi havia 140 famílies de les quals 40 eren unipersonals (20 homes vivint sols i 20 dones vivint soles), 52 parelles sense fills, 28 parelles amb fills i 20 famílies monoparentals amb fills.
La població ha evolucionat segons el següent gràfic:
Habitants censats

### Habitatges
El 2007 hi havia 196 habitatges, 141 eren l'habitatge principal de la família, 40 eren segones residències i 15 estaven desocupats. 192 eren cases i 2 eren apartaments. Dels 141 habitatges principals, 121 estaven ocupats pels seus propietaris, 16 estaven llogats i ocupats pels llogaters i 4 estaven cedits a títol gratuït; 5 tenien dues cambres, 16 en tenien tres, 35 en tenien quatre i 85 en tenien cinc o més. 107 habitatges disposaven pel capbaix d'una plaça de pàrquing. A 69 habitatges hi havia un automòbil i a 61 n'hi havia dos o més.

### Piràmide de població
La piràmide de població per edats i sexe el 2009 era:
| Homes | Edats   | Dones |
| ----- | ------- | ----- |
| 0     | 95 o +  | 0     |
| 0     | 90 a 94 | 0     |
| 0     | 85 a 89 | 4     |
| 12    | 80 a 84 | 0     |
| 4     | 75 a 79 | 4     |
| 8     | 70 a 74 | 8     |
| 16    | 65 a 69 | 16    |
| 28    | 60 a 64 | 20    |
| 8     | 55 a 59 | 4     |
| 8     | 50 a 54 | 16    |
| 16    | 45 a 49 | 0     |
| 4     | 40 a 44 | 4     |
| 4     | 35 a 39 | 4     |
| 12    | 30 a 34 | 8     |
| 4     | 25 a 29 | 8     |
| 8     | 20 a 24 | 8     |
| 4     | 15 a 19 | 4     |
| 0     | 10 a 14 | 0     |
| 4     | 5 a 9   | 8     |
| 4     | 0 a 4   | 4     |

## Economia
El 2007 la població en edat de treballar era de 168 persones, 116 eren actives i 52 eren inactives. De les 116 persones actives 103 estaven ocupades (58 homes i 45 dones) i 13 estaven aturades (5 homes i 8 dones). De les 52 persones inactives 22 estaven jubilades, 11 estaven estudiant i 19 estaven classificades com a «altres inactius».

### Ingressos
El 2009 a Teilhet hi havia 138 unitats fiscals que integraven 306 persones, la mediana anual d'ingressos fiscals per persona era de 14.392 €.

### Activitats econòmiques
Dels 6 establiments que hi havia el 2007, 1 era d'una empresa de construcció, 1 d'una empresa de comerç i reparació d'automòbils, 1 d'una empresa de transport, 1 d'una empresa d'hostatgeria i restauració i 2 d'entitats de l'administració pública.
Dels 2 establiments de servei als particulars que hi havia el 2009, 1 era un electricista i 1 restaurant.
L'any 2000 a Teilhet hi havia 29 explotacions agrícoles que ocupaven un total de 1.134 hectàrees.

## Poblacions més properes
El següent diagrama mostra les poblacions més properes.